# Каменская (балка)
Каменская (Каменный лог, устар. Кашлаков овраг) — балка на северо-западе от села Кошлаково в Шебекинском районе Белгородской области России. Входит в бассейн реки Корень.
С северной стороны к балке примыкает Батрацкий лес, с юга — пахотные поля и урочища Стрелица и Каменное.
В урочище Каменном находятся пять родников, которые затем сливаются в один ручей. Ручей исчезает на выходе из урочища. Судя по оставшемуся руслу — он когда-то был притоком реки Корень, что подтверждается Планом Генерального Межевания 1785 года. В урочище Каменном всегда повышенная влажность. Здесь имеются большие заросли черемши (лук медвежий), что редко встречается на территории области.
По мнению зав. каф. Природопользования и земельного кадастра Белгородского государственного университета, д.г.н. Ю. Г. Чендева, знакомого с описываемой территорией, балка Каменская является одним из самых живописных ландшафтных мест области.
На основе балки предполагается создание природного ботанического парка, где будут пролегать природные и экологические маршруты.

## Галерея
- Краснокнижные растения балки
- Ветреница лесная, или Сон Богородицы
- Воронец колосистый
- Вороний глаз
- Горечавка крестовидная, или Терлич-лихоманник
- Дремлик морозниковый
- Зубянка клубненосная, или Бабьи зубы
- Зубянка пятилистная
- Истод сибирский
- Ковыль перистый
- Колокольчик широколистный
- Лён жёлтый
- Лён многолетний
- Очитник степной
- Первоцвет весенний, или Баранчики
- Петров крест чешуйчатый
- Тимьян меловой или Богородицкая трава
- Хохлатка Маршалла